# Goran Hadžić
Goran Hadžić (srbsky Горан Хаџић, 7. září 1958 Vinkovci - 12. července 2016 Novi Sad, Srbsko) byl srbský politik a prezident samozvané Republiky Srbská Krajina během chorvatské války za nezávislost. Mezinárodní trestní tribunál pro bývalou Jugoslávii ho obvinil ze zločinů proti lidskosti a z porušení válečných zákonů a zvyků.
Hadžić byl obviněn ze 14 válečných zločinů a zločinů proti lidskosti. Obvinění zahrnovala kriminální účast na „deportaci nebo násilném přesunu desítek tisíc Chorvatů a jiných nesrbských civilistů“ z chorvatského území mezi červnem 1991 a prosincem 1993, včetně 20 000 z Vukovaru; nucené práce zadržených; „vyhlazení nebo zavraždění stovek chorvatských a jiných nesrbských civilistů“ v deseti chorvatských městech a vesnicích včetně Vukovaru; a „mučení, bití a zabíjení zadržených“, včetně masakru 264 pacientů z nemocnice Vukovar.
Jako poslední zbývající válečný zločinec byl Hadžić zajat srbskými úřady 20. července 2011, když se pokoušel prodat Modiglianiho obraz „Portrét muže“.
6. března 2016 Mezinárodní trestní tribunál pro bývalou Jugoslávii zastavil stíháni Gorana Hadžiće za jeho podíl na zločinech spáchaných během Chorvatské války za nezávislost, protože Hadžić se podle vyjádření lékařů nacházel v terminální fázi rakoviny mozku, která mu byla diagnostikována v roce 2014. Zemřel 12. července 2016 a proces ICTY byl po jeho smrti ukončen.